# Reverzní výživné
Reverzní výživné je projekt kladoucí si za cíl zamezit ukládání povinnosti platit takové výživné, které je na úkor styku, péče a kontaktu povinného rodiče s dítětem, a které rodič nezvládá ze svého příjmu dlouhodobě hradit. Reverzní výživné ani hraničně stanovené výživné se v občanském zákoníku (č. 89/2012 Sb., dále "OZ") nenachází, přesto se v médiích v souvislosti s výživným začíná objevovat. Zavádí jej do praxe Ing. Veronika Mindlová na základě zkušeností získaných ve finančním a daňovém poradenství se specializací na rodinné právo. Projekt upozorňuje na systémovou nevyváženost či opomíjení jednoho z rodičů nebo skupiny dětí (rozdíly mezi sourozenci). 

## Pojmy
Jednotlivé termíny se definují následovně:
- Výživné na děti – jedná se o povinnost platby, jejíž výše je dána rozhodnutím soudu (§ 921 OZ). Výživné je tak povinnost platby daná jednomu nebo oběma rodičům na zajištění výživy jejich nezletilých ale i zletilých dětí. Tato povinnost je pro rodiče závazná. Neplnění této povinnosti je vymahatelné a samo rozhodnutí soudu o výši výživného je exekučním titulem.[1]
- Reverzní výživné –  pokud je výživné povinnou platbou danou soudem, je reverzní výživné to, co po zaplacení výživného na druhou stranu zbude tomuto rodiči k zajištění jeho výživy a potřeby, potřeb jeho dalších dětí a k realizaci styku, péče a výchovy všech jeho dětí.
- Hraničně stanové výživné  – je takové výživné, které je na úkor styku, péče a kontaktu povinného rodiče s dítětem, a které rodič nezvládá ze svého příjmu dlouhodobě hradit.

## Smysl projektu
Projekt Reverzní výživné upozorňuje na devět bodů, které jinak působí finanční nestabilitu domácnosti, nerovnost mezi rodiči, nerovnost mezi polorodými sourozenci či neúměrně prohlubuje krizi rodičů:
1. Předběžné opatření na snížení výživného, tj. řešení flexibilní úpravy výživného při změně poměrů předběžnou úpravou na výši výživného v míře nezbytné k ochraně práv oprávněného i povinného (zvýšení výživného předběžným opatřením upraveno je)
2. Nepřípustnost exekuce po dobu, kdy výše výživného není postavena najisto (při změně poměrů a řízení o úpravě výživy od doby návrhu)
3. Omezení využití fiktivního příjmu pro stanovení výživného na případy, kdy prokázaný příjem je v hrubém nepoměru s možnostmi, schopnostmi, majetkovými poměry a životní úrovní povinného
4. Omezení retroaktivity výměry výživného (3 roky zpětně) na dobu od prokazatelného vznesení požadavku vůči povinnému na úpravu výše výživného nebo hrazení výživného
5. Řešení nekoncepčního přístupu k daňovému zvýhodnění na vyživované osoby, vypuštění podmínky společně hospodařící domácnosti z § 35c odst. 1 zákona o dani z příjmů
6. Specializace soudců a poskytnutí jim možnosti dotazování se odborného personálu v ekonomické, daňové a psychologické oblasti
7. Změna trestní odpovědnosti za zanedbání povinné výživy tak, aby vedla k zajištění výživy dítěte, a nikoliv sociálnímu vyloučení povinného rodiče
8. Návrh na změnu § 907 OZ a stanovení ekonomicky, psychologicky i právně komplexního řešení péče a styku rodiče a dítěte (péče jednoho rodiče, upravená péče, neupravená péče)
9. Hmotná nouze a napravení stavu, kdy se výživné jednomu rodiči k příjmu přičítá a druhému rodiči se od příjmu k posouzení nároku na dávky a příspěvky neodečítá